# Colour Her Gone
Colour Her Gone est un tableau réalisé par la peintre britannique Pauline Boty en 1962. De format carré, cette huile sur toile relevant du pop art est un portrait en buste de Marilyn Monroe, qui vient de mourir. La star américaine y figure souriante devant un papier peint rouge décoré de fleurs, et par ailleurs encadrée par deux panneaux rectangulaires verticaux couverts de gris, de vert et de rose. Cette composition est le résultat d'un repentir : une première version montrait initialement la jeune femme blonde tenant dans sa bouche un collier de perles. Acquise en 2012 avec l'aide de l'Art Fund, l'œuvre est conservée à la Wolverhampton Art Gallery, à Wolverhampton, en Angleterre.